# Diséléniure de carbone
Le diséléniure de carbone est un composé chimique de formule CSe2. C'est un analogue du disulfure de carbone CS2 et du dioxyde de carbone CO2, avec une molécule linéaire de symétrie D∞h comme ces derniers. Il s'agit d'un liquide doré à indice de réfraction élevé et à l'odeur rappelant des radis pourris particulièrement repoussante, au point qu'on privilégie les voies de synthèse chimique évitant de faire intervenir ce composé. Sa première observation a été publiée en 1936 en faisant réagir du séléniure d'hydrogène H2Se avec du tétrachlorure de carbone CCl4 dans un tube scellé.

## Propriétés
Insoluble dans l'eau, le diséléniure de carbone est soluble dans le disulfure de carbone CS2, le tétrachlorure de carbone CCl4, l'éther diéthylique (CH3CH2)2O, le benzène C6H6, le nitrobenzène C6H5NO2, les dioxanes C4H8O2, l'acétate d'éthyle CH3COOCH2CH3 et l'acétone CH3COCH3, mais peu soluble dans l'acide acétique CH3COOH et l'éthanol CH3CH2OH.
Il dissout facilement le soufre S8 en poudre, mais difficilement le sélénium rouge Se8 pulvérulent.
Très sensible à la lumière, il polymérise à température ambiante en formant un composé d'abord brun, puis noir, mais reste stable plus longtemps lorsqu'il est maintenu dans l'obscurité à −30 °C, en se décomposant à raison d'environ 1 % par mois. Il polymérise également à haute pression, en formant une chaîne de la forme –[Se–C(=Se)–C(=Se)–Se]−. Ce polymère est semiconducteur.
Chauffé dans un tube scellé, le diséléniure de carbone forme un solide noir vers 150 °C. Il se décompose sous la chaleur en présence d'acide nitrique HNO3 et d'hydroxyde de sodium NaOH. 
Le diséléniure de carbone est un précurseur des tétrasélénofulvalènes, analogue sélénié des tétrathiafulvalènes, qui sont à leur tour des précurseurs de conducteurs organiques et de supraconducteurs organiques.

## Réactions
On peut obtenir le diséléniure de carbone en faisant réagir de la poudre de sélénium avec de la vapeur de dichlorométhane CH2Cl2 à près de 550 °C :
2 Se + CH2Cl2 → CSe2 + 2 HCl
Le diséléniure de carbone réagit avec les amines secondaires pour former des dialkyldisélénocarbamates :
2 Et2NH + CSe2 → (Et2NH2+)(Et2NCSe2−).